# Minoritenkloster Maribor

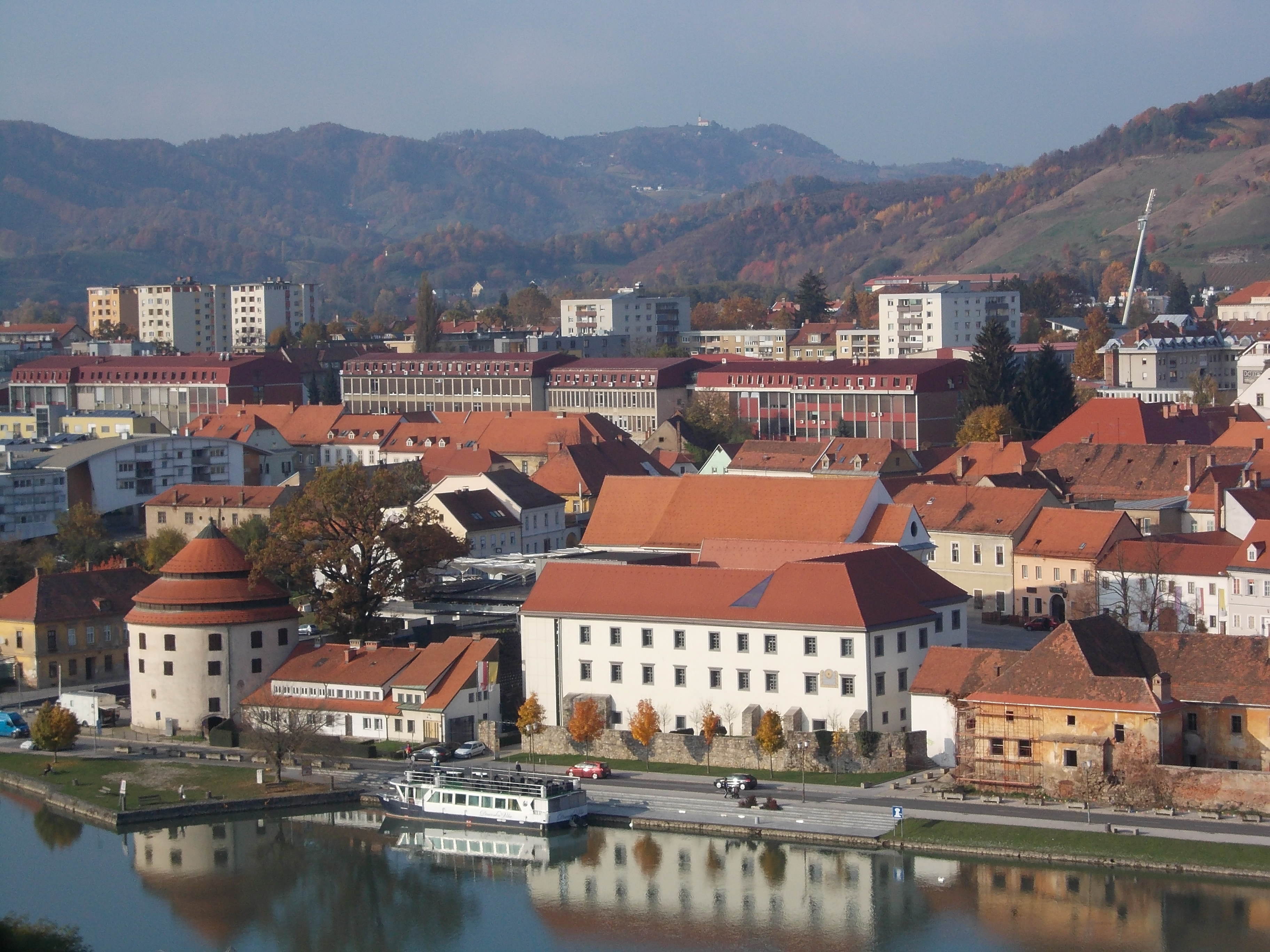
Minoritenkloster mit Kirche und Gerichtsturm an der Drau in Maribor

Das Minoritenkloster Maribor aus dem 13. Jahrhundert ist das einzige in der Stadt, das bis ins Mittelalter zurückreicht. 
Die restaurierten Gebäude des ehemaligen Minoritenklosters Maribor und seiner Kirche befinden sich am Vodnikov trg im Stadtteil Lent, Bezirk Center der Stadtgemeinde Maribor im Nordosten Sloweniens. 1784 wurde das Kloster aufgelöst und in eine Kaserne umgewandelt. Die Anlage beherbergt seit 2010 das Puppentheater und Puppenmuseum Maribor.

## Geschichte

### Kloster
Der Klosterkomplex besetzte nach und nach das Gelände zwischen der Kirche und der Stadtmauer. Zunächst wurde der nördliche Teil des östlichen Trakts errichtet, gefolgt vom südlichen, quer verlaufenden Teil bis zum Ende des 13. Jahrhunderts. Der südliche Trakt, der jüngste, entstand nach der Errichtung der Mauer und ruht mit der Südseite auf dieser auf. So entwickelte sich das Kloster im letzten Jahrhundert zu einer zweiflügeligen mehrgeschossigen Anlage, deren räumliche Entwicklung im 17. Jahrhundert mit dem Bau des schmalen nördlichen Trakts zwischen der Kapelle St. Anne und der östliche Trakt. Im Zuge der barocken Sanierung wurde das Kloster durch kreuzförmige Gänge in allen drei Trakten und ein oberes Ausgleichsgeschoss ergänzt.
Im Jahr 1784 waren das Kloster und die Kirche Teil der Reformen von Joseph II. abgeschafft und der Armee übergeben. Die Räumlichkeiten wurden für Militärbekleidung (1784–1809) und als Kaserne (1831–1927) genutzt, in der Zeit zwischen 1927 und 2004 befanden sich im Gebäude Wohnungen und ein Lagerhaus. Nach 2004 stand das Kloster leer und war dem Verfall preisgegeben. Im Jahr 2007 wurde mit der Sanierung des Gebäudes begonnen, da es die Funktion eines neuen Puppentheaters und Veranstaltungsortes übernahm.

### Kirche
Die Ursprünge des heutigen ehemaligen Kirchengebäudes stammen aus der Zeit vor Gründung des Klosters. Nach dem spätgotischen Umbau durch einen Brand im Jahr 1450 und dem Renaissance-Umbau im 16. Jahrhundert erfuhr die Kirche um 1710 einen barocken Umbau. Im Jahr 1770 wurde die Hauptfassade mit dem Barockportal durch die heutige konkave spätbarocke Fassade ersetzt. Zur Kirche gehörte auch ein Glockenturm mit Zwiebeldach, der jedoch bereits 1785 abgerissen wurde. Im Rahmen der josephinischen Reformen wurden der Glockenturm abgerissen und der Innenraum der Kirche durch ein zusätzliches Stockwerk halbiert.

## Puppentheater Maribor
Im Jahr 2004 veröffentlichte die Gemeinde Maribor eine Ausschreibung für die Renovierung des Klosters. Im Jahr 2005 wurden Umsetzungspläne für den Umbau des Klosters in einen multimedialen Veranstaltungsort und ein Puppentheater erstellt, die Sanierung selbst erfolgte zwischen 2007 und 2010. Nach der Renovierung zog das Puppentheater Maribor im Jahr 2010 in die Räumlichkeiten des ehemaligen Klosters. Das Theater umfasst zwei Säle und misst etwa 2500 m².